# Craugastor crassidigitus
Craugastor crassidigitus là một loài ếch thuộc họ Craugastoridae.
Loài này có ở Colombia, Costa Rica, Panama, và có thể cả Nicaragua.
Môi trường sống tự nhiên của chúng là rừng ẩm vùng đất thấp nhiệt đới hoặc cận nhiệt đới, vùng núi ẩm nhiệt đới hoặc cận nhiệt đới, đất canh tác, vùng đồng cỏ, các đồn điền, và rừng trước đây suy thoái nghiêm trọng.

## Hình ảnh

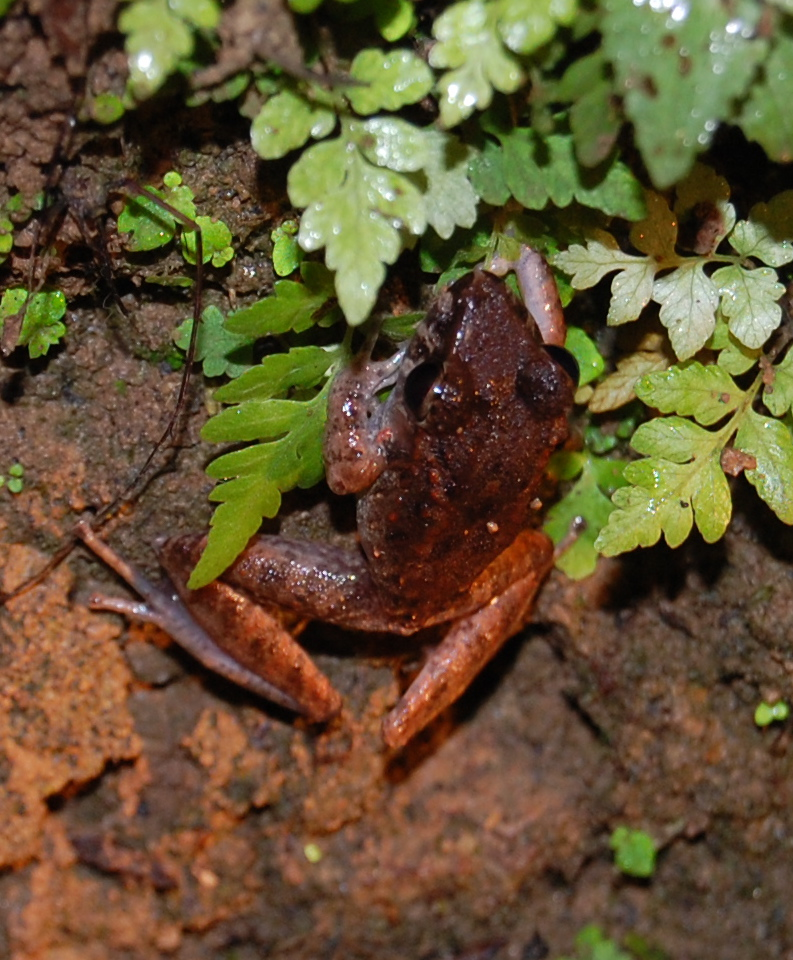